# Bornio
Bornio è un centro abitato il cui territorio è costituito dalle omonime frazioni di Villanova del Ghebbo e Lusia.
Il territorio delle due frazioni, compresi i nuclei minori e le case sparse, ha in totale 661 abitanti.
Il centro si è sviluppato principalmente sulla riva destra del Ceresolo, che segna il confine tra i due comuni.

## Storia
L'esistenza del borgo, anticamente chiamato "Longale" forse perché si trova "lungo" il Ceresolo, è documentata già il 17 aprile 920 e si riferisce all'attuale centro in riva destra, dove sorge la chiesa. Il toponimo di Bornio invece era riferito all'abitato in riva sinistra, citato per la prima volta il 14 settembre 1286. Bornio significa sia "pietra di confine" sia "guercio"; entrambi i significati sono plausibili, ma non è documentato nessun signore locale privo di un occhio che possa aver dato un tale nome all'abitato. Nel 1340 la comunità è descritta in condizioni misere, al punto che il parroco di Lusia si prese l'onere di sostenere il sacerdote della vicina parrocchia.
All'inizio del XV secolo la situazione peggiora ulteriormente a causa di continue inondazioni e la comunità, su intervento del vescovo di Adria Giacomo degli Obizzi, viene affidata alla carità dei lendinaresi. La popolazione diminuisce inesorabilmente: nel 1485 Longale e Bornio avevano insieme 400 abitanti, nel 1540 se ne contano 200, nel 1604 solo 130. Nel 1578 la chiesa è in condizioni pietose e il vescovo Giulio Canani ne ordina il restauro ai frati fiesolani di Lendinara, ai quali era stata affidata; un primo restauro è compiuto nel 1604. L'attuale chiesa risale alla prima metà del XVII secolo mentre per il campanile non si ha una data precisa; si sa che era stato demolito per far posto alla nuova chiesa e compare in una stampa del 1733.
Nell'inverno 1923-1924 il curato di Bornio Massimo Sartorello e suo cugino Lorenzo Alovisaro, anch'egli prete, furono oggetto di un pestaggio da parte di una squadra d'azione fascista a causa delle loro critiche aperte al nuovo regime. La chiesa, che era stata parrocchia fino al 24 febbraio 1419, poi nuovamente elevata a curazia nel 1485, tornò ad essere parrocchia il 20 dicembre 1929 con riconoscimento civile il 3 marzo 1961.